# Municipio de White Rock (Arkansas)
El municipio de White Rock (en inglés: White Rock Township) es un municipio ubicado en el condado de Franklin en el estado estadounidense de Arkansas. En el año 2010 tenía una población de 136 habitantes y una densidad poblacional de 5,28 personas por km².

## Geografía
El municipio de White Rock se encuentra ubicado en las coordenadas 35°35′57″N 93°56′30″O / 35.59917, -93.94167. Según la Oficina del Censo de los Estados Unidos, el municipio tiene una superficie total de 25.75 km², de la cual 25,75 km² corresponden a tierra firme y (0.01 %) 0 km² es agua.

## Demografía
Según el censo de 2010, había 136 personas residiendo en el municipio de White Rock. La densidad de población era de 5,28 hab./km². De los 136 habitantes, el municipio de White Rock estaba compuesto por el 97,06 % blancos, el 2,21 % eran amerindios y el 0,74 % eran de una mezcla de razas. Del total de la población el 0 % eran hispanos o latinos de cualquier raza.